# 21614 Grochowski
21614 Grochowski è un asteroide della fascia principale. Scoperto nel 1999, presenta un'orbita caratterizzata da un semiasse maggiore pari a 2,3542160 UA e da un'eccentricità di 0,1615725, inclinata di 6,01893° rispetto all'eclittica.